# El Almendral (Granada)
El Almendral (o simplemente Almendral) es una localidad y pedanía española perteneciente al municipio de Zafarraya, en la provincia de Granada y comunidad autónoma de Andalucía. Está situada en la parte noroccidental de la comarca de Alhama. A cuatro kilómetros del límite con la provincia de Málaga, cerca de esta localidad se encuentran los núcleos de Zafarraya capital, Rincón de los Reinas, Ventas de Zafarraya y Pilas de Algaida.

## Demografía
Según el Instituto Nacional de Estadística de España, en el año 2020 El Almendral contaba con 331 habitantes censados, de los cuales 172 eran varones y 159, mujeres.

### Evolución de la población
| Gráfica de evolución demográfica de El Almendral entre 2002 y 2020 |
|                                                                    |
| Datos según el nomenclátor publicado por el INE.                   |

## Cultura

### Fiestas
Sus fiestas populares se celebran cada año en torno al 19 de marzo en honor a San José, patrón de la localidad.